# Delia fasciventris
Delia fasciventris este o specie de muște din genul Delia, familia Anthomyiidae. A fost descrisă pentru prima dată de Ringdahl în anul 1933.
Este endemică în Sweden. Conform Catalogue of Life specia Delia fasciventris nu are subspecii cunoscute.